# Kim Christofte
Kim Christofte (* 24. August 1960 in Kopenhagen) ist ein ehemaliger dänischer Fußballspieler.
Kim Christofte begann seine Laufbahn im heimatlichen Ølstykke. Von dort aus suchte er die sportliche Herausforderung im Ausland. Nach einiger Zeit beim belgischen SC Lokeren und dem FC Wettingen in der Schweiz, kehrte er nach Dänemark zurück.
Als frischgebackener Europameister wechselte der dänische Verteidiger erneut ins Ausland, als er zum 1992 beim 1. FC Köln, der damals von Jörg Berger trainiert wurde, in die 1. Bundesliga unterschrieb. Sein Debüt gab er am ersten Spieltag der Saison 1992/93 in der Partie gegen den 1. FC Kaiserslautern, welche 0:1 verloren ging. Zwei Jahre lang blieb er dort ein unumstrittener Stammspieler, bevor er 1994 seine Karriere als Spieler beendete.

## Statistik
- 19 Länderspiele für Dänemark
- 1 U21-Länderspiel für Dänemark

- 1. Bundesliga
43 Spiele

- DFB-Pokal
3 Spiele

## Erfolge
- 1992 Europameister mit Dänemark